# Bruce Willis
Bruce Willis, (* 19. března 1955 Idar-Oberstein, Porýní-Falc, Západní Německo) celým jménem Walter Bruce Willis, je bývalý americký filmový herec a producent a také zpěvák. Proslavil se ve filmech Smrtonosná past, kde hrál detektiva Johna McClanea, dále v katastrofickém filmu Armageddon, kde ztvárnil roli naftaře Harryho S. Stampera, a ve filmu Pulp Fiction: Historky z podsvětí s rolí boxera Butche Coolidge.
S herečkou Demi Moore má tři dcery – Rumer (nar. 1988), která se stala také herečkou, Scout LaRue (nar. 1991) a Tallulah Bell (nar. 1994).

## Životopis
Otec Bruce Willise, David Willis, byl Američan, sloužící v Německu jako voják americké armády. Jeho matka Marlene byla Němka, narozená ve městě Kassel. Willis je nejstarší ze 4 dětí: má sestru Florence a bratra Davida. Další bratr Robert zemřel roku 2001. Když mu byly dva roky, přestěhovali se jeho rodiče do New Jersey v USA. Již od dětství se zajímal o hru na harmoniku a jeho snem bylo stát se profesionálním hráčem na tento hudební nástroj. Poté, co se jeho rodiče v roce 1971 rozvedli, pracoval v nejrůznějších profesích - jako tovární dělník, pumpař, automechanik apod.
Po střední škole přijal Willis práci jako člen ochranky v Salemské jaderné elektrárně a pak pracoval jako člen přepravní pracovní čety v továrně DuPont Chambers ve městě Deepwater ve státě New Jersey.
Poté, co pracoval jako soukromý detektiv (takovou roli následně hrál v televizním seriálu Měsíční svit, stejně jako ve filmu Poslední skaut), se Willis obrátil k herectví a rozhodl se zkusit dramatický kurz na Státní univerzitě Montclair, kde byl obsazen do školního projektu Kočka na rozpálené plechové střeše.
Willis ve svých 24 letech opustil školu a přestěhoval se do New Yorku, kde se na začátku roku 1980 živil jako barman na Západní 19. ulici v art-baru Kamikaze. Začal také hrát v Leviho reklamních spotech a po několika konkurzech debutoval v první divadelní hře v "off-brodwayové" produkci "Nebe a Země". Willis také hrál hlavní roli v "off-broadwayové" produkci scenáristy a režiséra Dennise Watlingtona "Lapák na čtyři roky".
Následovaly role na Broadwayi v New Yorku. Od 80. let se začal také objevovat v televizi a filmu.
V roce 1985 získal roli detektiva v televizním seriálu Měsíční svit, za nějž v roce 1989 získal cenu Emmy. Jeho další rolí se stal snímek Schůzka naslepo. V roce 1987 se oženil s herečkou Demi Moore. O rok později si zahrál roli Johna McClana ve filmu Smrtonosná past, díky které se dostal mezi herecké superhvězdy Hollywoodu, o dva roky později přišla Smrtonosná past 2 a dále následovala role Joe Hallenbecka ve filmu Poslední skaut.
V roce 1994 hrál ve filmu Pulp Fiction: Historky z podsvětí, o rok později natočil třetí díl Smrtonosné pasti. V roce 1998 byl obsazen ve filmu Armageddon, kde ztvárnil naftového vrtaře, který se vydal do vesmíru, aby zachránil planetu Zemi. V roce 2000 účinkoval ve filmu Můj soused zabiják. O čtyři roky bylo natočeno jeho pokračování. V roce 2007 natočil čtvrté pokračování Smrtonosné pasti.
V březnu 2022 oznámila jeho rodina, že ze zdravotních důvodů ukončuje svoji hereckou kariéru, neboť mu byla diagnostikována afázie.
V únoru 2023 jeho rodina oznámila, že trpí frontotemporální demencí.

## Filmografie

### Film
| Rok  | Název                                     | Role                                 | Poznámky           |
| ---- | ----------------------------------------- | ------------------------------------ | ------------------ |
| 1978 | Ziegfeld: The Man and His Women           | komparz                              | nekreditovaná role |
| 1980 | První smrtelný hřích                      | muž vstupující do restaurace         | nekreditovaná role |
| 1981 | Prince of the City                        | policista                            | nekreditovaná role |
| 1982 | The Verdict                               | účastník soudu                       |                    |
| 1987 | Schůzka naslepo                           | Walter Davis                         |                    |
| 1988 | Západ slunce                              | Tom Mix                              |                    |
| 1988 | Smrtonosná past                           | John McClane                         |                    |
| 1989 | V nepřátelském poli                       | Emmett Smith                         |                    |
| 1989 | Kdopak to mluví                           | Mikey (hlas)                         |                    |
| 1989 | That's Adequate                           | Sám sebe                             |                    |
| 1990 | Smrtonosná past 2                         | John McClane                         |                    |
| 1990 | Kdopak to mluví 2                         | Mikey (hlas)                         |                    |
| 1990 | Ohňostroj marnosti                        | Peter Fallow                         |                    |
| 1991 | Vražedné myšlenky                         | James Urbanski                       |                    |
| 1991 | Hudson Hawk                               | Eddie "Hudson Hawk" Hawkins          |                    |
| 1991 | Billy Bathgate                            | Bo Weinberg                          |                    |
| 1991 | Poslední skaut                            | Joseph Cornelius "Joe" Hallenbeck    |                    |
| 1992 | Hráč                                      | Sám sebe                             |                    |
| 1992 | Smrt jí sluší                             | Dr. Ernest Menville                  |                    |
| 1993 | Nabitá zbraň 1                            | John McClane                         |                    |
| 1993 | Na dostřel                                | Tom "Tommy" Hardy                    |                    |
| 1994 | Barva noci                                | Dr. Bill Capa                        |                    |
| 1994 | Všude dobře, doma nejlíp                  | Vypravěč                             |                    |
| 1994 | Pulp Fiction: Historky z podsvětí         | Butch Coolidge                       |                    |
| 1994 | Nejsem blázen                             | Carl Roebuck                         |                    |
| 1995 | Smrtonosná past 3                         | John McClane                         |                    |
| 1995 | Čtyři pokoje                              | Leo                                  |                    |
| 1995 | Dvanáct opic                              | James Cole                           |                    |
| 1996 | Poslední zůstává                          | John Smith                           |                    |
| 1996 | Beavis a Butt-head dobývají Ameriku       | Muddy Grimes (hlas)                  |                    |
| 1997 | Pátý element                              | Korben Dallas                        |                    |
| 1997 | Šakal                                     | Šakal                                |                    |
| 1998 | Mercury                                   | Art Jeffries                         |                    |
| 1998 | Armageddon                                | Harry S. Stamper                     |                    |
| 1998 | Franky Goes to Hollywood                  | Sám sebe                             |                    |
| 1998 | Stav obležení                             | generál William Devereaux            |                    |
| 1999 | Snídaně šampionů                          | Dwayne Hoover                        |                    |
| 1999 | Šestý smysl                               | Dr. Malcolm Crowe                    |                    |
| 1999 | Druhá šance                               | Ben Jordan                           |                    |
| 2000 | Můj soused zabiják                        | James Stefan „Jimmy Tulipán“ Tudeski |                    |
| 2000 | Kid                                       | Russell Morley "Russ" Duritz         |                    |
| 2000 | Vyvolený                                  | David Dunn                           |                    |
| 2001 | Banditi                                   | Joe Blake                            |                    |
| 2002 | Hartova válka                             | illiam A. McNamara                   |                    |
| 2002 | Grand Champion                            | Mr. Blandford                        |                    |
| 2003 | Slzy slunce                               | poručík A.K. Waters                  |                    |
| 2003 | Lumpíci v divočině                        | Spike (hlas)                         |                    |
| 2003 | Charlieho andílci: Na plný pecky          | William Rose Bailey                  |                    |
| 2004 | Můj soused zabiják 2                      | James Stefan „Jimmy Tulipán“ Tudeski |                    |
| 2004 | Dannyho parťáci 2                         | Sám sebe                             |                    |
| 2005 | Rukojmí                                   | Jeff Talley                          |                    |
| 2005 | Sin City – město hříchu                   | John Hartigan                        |                    |
| 2006 | Alpha Dog                                 | Sonny Truelove                       |                    |
| 2006 | 16 bloků                                  | Jack Mosley                          |                    |
| 2006 | Fast Food Nation                          | Harry Rydell                         |                    |
| 2006 | Nabít a zabít                             | Pan Goodkat                          |                    |
| 2006 | The Hip Hop Project                       | Sám sebe                             |                    |
| 2006 | Za plotem                                 | RJ (hlas)                            |                    |
| 2006 | Hammy's Boomerang Adventure               | RJ (hlas)                            |                    |
| 2006 | Astronaut                                 | Doug Masterson                       |                    |
| 2007 | Neznámý svůdce                            | Harrison Hill                        |                    |
| 2007 | Planeta Teror                             | Muldoon                              |                    |
| 2007 | Nancy Drew: Záhada v Hollywoodu           | Sám sebe                             |                    |
| 2007 | Smrtonosná past 4.0                       | John McClane                         |                    |
| 2008 | Co se vlastně stalo                       | Sám sebe                             |                    |
| 2008 | Atentát na střední                        | ředitel Kirkpatrick                  |                    |
| 2009 | Náhradníci                                | agent Tom Greer                      |                    |
| 2010 | Poldové                                   | Jimmy Monroe                         |                    |
| 2010 | Expendables: Postradatelní                | Pan Church                           |                    |
| 2010 | Red                                       | Francis "Frank" Moses                |                    |
| 2011 | Podraz                                    | Jack Biggs                           |                    |
| 2011 | Catch .44                                 | Mel                                  |                    |
| 2011 | Černá mamba                               | Pan Suave                            |                    |
| 2012 | Až vyjde měsíc                            | kapitán Duffy Sharp                  |                    |
| 2012 | Sázka na favorita                         | Dink Heimowitz                       |                    |
| 2012 | Expendables: Postradatelní 2              | Pan Church                           |                    |
| 2012 | S ledovým klidem                          | Martin                               |                    |
| 2012 | Looper                                    | starší Joe                           |                    |
| 2012 | Nezahrávej si s ohněm                     | Mike Cella                           |                    |
| 2013 | Smrtonosná past: Opět v akci              | John McClane                         |                    |
| 2013 | G.I. Joe: Odveta                          | Joseph Colton / G.I. Joe             |                    |
| 2013 | Red 2                                     | Francis "Frank" Moses                |                    |
| 2014 | Sin City: Ženská, pro kterou bych vraždil | John Hartigan                        |                    |
| 2014 | Elitní zabiják                            | Omar                                 |                    |
| 2015 | Vice                                      | Julian Michaels                      |                    |
| 2015 | Ruku na to                                | Bombay Brian                         |                    |
| 2015 | Na vlastní pěst                           | Leonard Turner                       |                    |
| 2016 | Nebezpečný náklad                         | Eddie Pilosa                         |                    |
| 2016 | Záškodníci                                | Jeffrey Hubert                       |                    |
| 2016 | Rozpolcený                                | David Dunn                           |                    |
| 2017 | Tenkrát v Kalifornii                      | Steve                                |                    |
| 2017 | Z lovce kořistí                           | seržant Marvin Howell                |                    |
| 2018 | Pravidla pomsty                           | detektiv James Avery                 |                    |
| 2018 | Přání smrti                               | Paul Kersey                          |                    |
| 2018 | Ta chung ča                               | Jack                                 |                    |
| 2018 | Vražedná bilance                          | James                                |                    |
| 2019 | Skleněný                                  | David Dunn / The Overseer            |                    |
| 2019 | LEGO příběh 2                             | Sám sebe (hlas)                      |                    |
| 2019 | Motherless Brooklyn                       | Frank Minna                          |                    |
| 2019 | 10 Minutes Gone                           | Rex                                  |                    |
| 2019 | Trauma Center                             | detektiv Wakes                       |                    |
| 2020 | Anti-Life                                 | Clay Young                           |                    |
| 2020 | The Long Night                            | Frank                                |                    |
| —    | McClane                                   | John McClane                         |                    |
| —    | Run of the Hitman                         | poručík Walker                       |                    |

### Televize
| Rok       | Název                   | Role                 | Poznámky                           |
| --------- | ----------------------- | -------------------- | ---------------------------------- |
| 1980      | Ein Guru kommt          | komparz              | TV film, nekreditovaná role        |
| 1984      | Miami Vice              | Tony Amato           | díl: „No Exit“                     |
| 1985      | Pásmo soumraku          | Peter Novins         | díl: „Shatterday“                  |
| 1985–1989 | Měsíční svit            | David Addison Jr.    | 65 dílů                            |
| 1987      | The Return of Bruno     | Bruno Radolini       | TV film                            |
| 1989      | Roseanne                | Sám sebe             | Episode: "Dear Mom and Dad"        |
| 1989      | Saturday Night Live     | Sám sebe             | Episode: "Bruce Willis/Neil Young" |
| 1996–1997 | Bruno the Kid           | Bruno the Kid (hlas) | 36 dílů, také výkonný producent    |
| 1997      | Jsem do tebe blázen     | Sám sebe             | díl: „Porod 2/2“                   |
| 1999      | Ally McBealová          | Dr. Nickle           | díl: „Láska bez hranic“            |
| 2000      | Přátelé                 | Paul Stevens         | 3 díly                             |
| 2005      | Zlatá sedmdesátá        | Vic                  | díl: „Oslava výročí“               |
| 2013      | Saturday Night Live     | Sám sebe             | díl: „Bruce Willis / Katy Perry“   |
| 2018      | Grilování Bruce Willise | Sám sebe             | TV speciál                         |
| 2019      | The Orville             | Groogen (hlas)       | díl: „Deflectors“                  |

### Videohry
| Rok  | Název                           | Role         | Poznámky |
| ---- | ------------------------------- | ------------ | -------- |
| 1998 | Apocalypse                      | Trey Kincaid |          |
| 2014 | Family Guy: The Quest for Stuff | John McClane |          |

### Divadlo
| Rok       | Název     | Role         | Poznámky           |
| --------- | --------- | ------------ | ------------------ |
| 2001      | True West | Lee          | Liberty Theatre    |
| 2015–2016 | Misery    | Paul Sheldon | Broadhurst Theater |

### Hudební videa

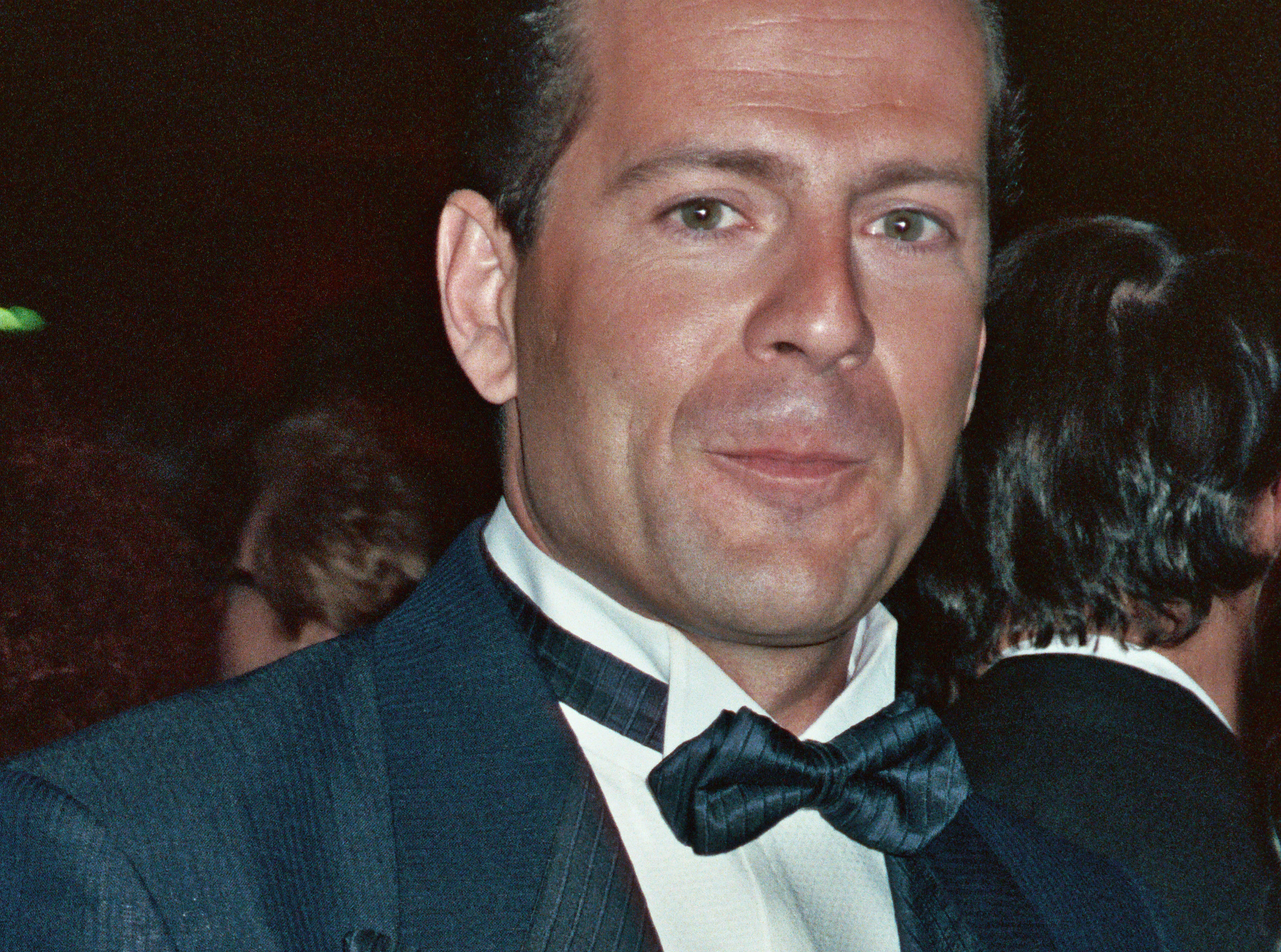
Bruce Willis v roce 1989

| Rok  | Umělec   | Název skladby | Role  |
| ---- | -------- | ------------- | ----- |
| 2010 | Gorillaz | „Stylo“       | řidič |

## Spolupráce

### LR Health & Beauty Systems GmbH
V roce 2010 začal Bruce Willis spolupracovat s německou kosmetickou společností přímého prodeje LR Health & Beauty Systems GmbH. Jejich spolupráce je založena na vytvoření a propagaci parfému. Od roku 2010 bylo vytvořeno několik parfémů:
- 2010: Pánská vůně Bruce Willis EdP.[pozn. 1][6]
- 2012: Dámská vůně Lovingly EdP,[pozn. 1] která byla inspirovávána jeho ženou Emmou Heming-Willis. Vůně byla určena pro moderní, stylově orientované ženy, které vyzařují určitou smyslnost.[7]
- 2015: Pánská vůně Personal Edition EdP,[pozn. 1] která odráží jeho povahu.

Obě vůně (Bruce Willis a Lovingly) byly nominovány na německou cenu parfémů Duftstars. Jak v roce 2015 řekl: „Profesionálnímu týmu z LR se podařilo splnit moje přání a požadavky na vůně. To vedlo ke společnému vytváření kvalitních pánských a dámských vůní, které odrážejí můj charakter a na které jsem velmi pyšný.“

### Hell Energy Drink
V roce 2018 se Bruce Willis stal tváří energetických nápojů značky Hell Energy Drink. Tyto nápoje vyrábí maďarská společnosti Hell Energy Magyarország Kft.